# Aphalara confusa
Aphalara confusa är en insektsart som beskrevs av Caldwell 1937. Aphalara confusa ingår i släktet Aphalara och familjen rundbladloppor. Inga underarter finns listade i Catalogue of Life.